# 合肥四大名点
合肥四大名点是合肥四種較有名的甜點所組成，有麻饼、烘糕、寸金、白切片。是當地的特色小吃，也是當地傳統甜點。

## 配料
這四大名點是以配料、风味而名闻遐迩。

### 麻饼
形如月饼，表面金黄．圆边浅黄，表皮有芝麻颗粒，最好是分布均匀，外皮松软氣味帶點香甜，内馅也帶甜，常見有橘、梅等口味。

### 烘糕
金黄油润，疏松多孔，口味帶有香酥，甘甜。

### 寸金
具有橘饼、桂花的特有香气，脆、甜都有，以及清香。

### 白切片
具有切片薄又甜脆、薄到透明，因此命名為白切片。其中帶有芝麻香。

## 發源地
因為該四樣甜品都在合肥始起，在當地廣為盛傳，故稱為合肥四大名點。